# Grande Forme (La Ciotat)
La Grande Forme est une forme de radoub située dans le port de La Ciotat. Elle a été construite pour le chantier naval de La Ciotat, mise en service en 1969.